# Deporte en Fiyi
El rugby es el deporte más popular en Fiyi. Aun así, el netball, y el fútbol también se juegan ampliamente. Varias formas de carreras en bote tradicional y lucha son igualmente populares.
La cultura deportiva en este país es única ya que diferentes mezclas raciales y de culturas se unen en un interés común.
El Consejo de Deportes de Fiyi es el custodio de todas las instalaciones deportivas del gobierno de Fiji en todo el país, este tiene la tarea de administrar y mantener todas las instalaciones bajo su área de responsabilidades, se autofinancia y no recibe financiación de gobierno para sus gastos operacionales. Es también uno de los proveedores principales de deportes y programas e instalaciones recreativos a nivel regional, nacional e internacional. Fue establecido en 1978 bajo la Ley del Consejo de Deportes de Fiji y un año después, en 1979, fue sede de los primeros Juegos del Pacífico Sur. Es una entidad separada y no está afiliado a FASANOC quién vigila las Organizaciones Deportivas Nacionales. Fue establecido bajo una Ley de Parlamento, porque tiene sus propias reglas. La organización está encabezada por su directora ejecutiva, Litiana Loabuka, que está gobernada por una Junta Directiva presidida por el empresario Peter Mazey.

## Rugby union

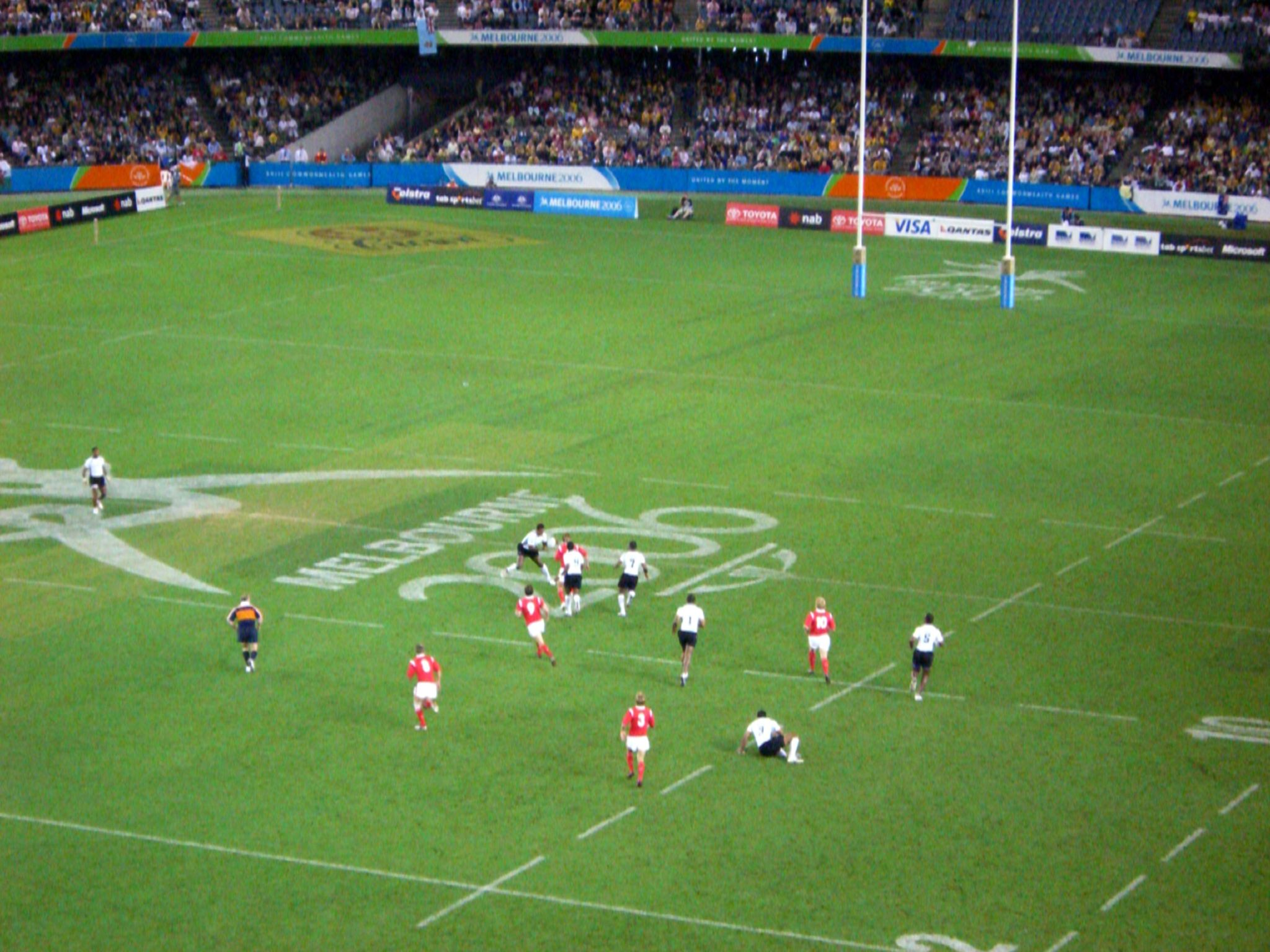
La selección de rugby 7 de Fiji en los Juegos de la Mancomunidad de 2006 en Melbourne.

La selección de rugby de Fiji ha participado en cinco ediciones de la Copa Mundial, siendo en 1987 la primera vez que participó. Sus mejores resultados fueron en los Mundiales del 1987 y 2007 donde alcanzaron los cuartos de final. Fiyi también ha participado en la Pacific Tri-Nations y la Pacific Nations Cup,donde salieron campeones en 2013,2015,2016,2017 y 2018. La selección de rugby 7 de Fiyi es uno de los equipos de rugby 7 más ganadores del mundo. Han ganado dos Copas Mundiales de Rugby 7 y dos Series Mundiales de Rugby 7. También han ganado varios títulos de Sevens de Hong Kong, torneo considerado como el más prestigioso de entre los otros torneos anuales de Seven. En los Juegos Olímpicos de Río de Janeiro 2016, la selección de rugby 7 ganó la primera medalla de oro para el país, derrotando a Gran Bretaña por 43-7.En 2019 ganan la Killik  cup.
El deporte se rige por la Fiyi Rugby Union que es miembro de la Alianza de Rugby de las Islas del Pacífico, quienes contribuyeron al equipo de rugby union Pacific Islanders. A nivel de club organizaron la Copa Colonial y el Pacific Challenge.

## Rugby league
El rugby league o rugby a 13 es un deporte popular  jugado en Fiyi. La competencia de rugby league de Fiji consta de nueve equipos.
Fiyi ha sido fuente de algunos de los mejores jugadores de rugby league del mundo. Ejemplos notables son Lote Tuqiri y Petero Civoniceva, quienes han jugado en Australia en los equipos de Queensland Maroons y de Brisbane Broncos.
La selección de rugby league de Fiji, conocida como Fiyi Bati, ha participado en la Copa Mundial de Rugby League en seis ocasiones, siendo su mejor participación en 2008,2013 y 2017 cuando alcanzaron las semifinales. 
Fiyi también participó en la Pacific Cup. En 1994 y 2006 Fiyi fue subcampeón,y en 2009 terminó en el 3° lugar venciendo a Tonga en el play-off del tercer lugar después de perder en semifinales contra Islas Cook.

## Baloncesto
Debido al éxito reciente de los equipos nacionales del país y a la accesibilidad mejorada de canchas de baloncesto, el deporte ha recibido un impulso de popularidad en los últimos años.

## Canoa polinesia
La canoa polinesia o Va 'un ha estado en Fiyi durante varios años. Se ha convertido en un deporte fuerte y competitivo. En los Juegos del Pacífico Sur es parte integral de la identidad única de la gente del Pacífico. Outrigger Fiyi es la federación nacional Outrigger Fiji es la Federación Nacional que supervisa el deporte y realiza regularmente regatas y eventos. Hay unos cuantos clubes en Fiyi.

## Otros deportes
Existen muchos deportes en Fiji. El golf se volvió popular por el golfista Vijay Singh, y el torneo de Fiji International es parte del PGA European Tour. Deportes como el surf han destacado gracias al ex campeón mundial de Fiji Tony Philp. La navegación a vela en muchas de sus variantes, el criquet, el atletismo, algunas artes marciales asiáticas, y el boxeo. Mientras que un puñado de jugadores de herencia fiyiana juegan actualmente en la Liga de Fútbol Australiano. Todavía no hay competencia de AFL en el país.

## Deportistas destacados
- Jimmy Snuka, luchador profesional y su hijo Jimmy Snuka Jr.
- Bobby Singh, jugador profesional de fútbol americano en NFL y CFL.
- Vijay Singh, golfista profesional, ganador de tres campeonatos importantes.
- Tony Philp, windsurfer.
- Waisale Serevi, jugador de rugby 7 de renombre mundial junto con William Ryder.
- Lote Tuqiri, jugador de rugby union y rugby league en Australia. Antiguo capitán de la selección fiyiana de rugby league.
- Petero Civoniceva, futbolista representativo para la selección de rugby league de Australia.
- Sitiveni Sivivatu Y Joe Rokocoko, fiyianos que juegan para la selección de rugby league de Nueva Zelanda .
- Rupeni Caucau, juega para un club francés de rugby union.
- David Rodan y Alipate Carlile, futbolistas profesionales que juegan Liga de fútbol australiano.
- Makelesi Bulikiobo, atleta.
- Ivor Evans, exjugador de fútbol profesional.
- Seán Óg Ó hAilpín, jugador de hurling.
- Niko Verekauta, atleta.
- Radike Samo, jugador de rugby union.
- Roy Krishna, jugador de fútbol que juega para el Wellington Phoenix.
- Tevita Kuridrani, Jugador de rugby union australiano, miembro de Brumbies Rugbi.
- Nic Naitanui, jugador del West Coast Eagles
- .Anthony Philp,competidor de vela.
- Laurence Thoms,esquiador alpino.

## Deportes tradicionales
El deporte en tiempos antiguos tenía un fin práctico, aparte del recreativo, ayudando a entrenar a jóvenes guerreros. Uno de esos fines prácticos eran que los hombres mayores llevaban a los niños varones con algunos cautivos de guerra heridos, lo que les permitiría a los niños practicar sus habilidades de tiro con arco contra estos objetivos vivos. Había otros deportes que se practicaban en la antigüedad y que no se practican ahora. Los deportes tradicionales notables que se jugaban eran tiqa, ulutoa, veisaga, y veisolo.